# Ла-Лапа
Ла-Лапа (ісп. La Lapa) — муніципалітет в Іспанії, у складі автономної спільноти Естремадура, у провінції Бадахос. Населення — 295 осіб (2010).
Муніципалітет розташований на відстані близько 330 км на південний захід від Мадрида, 60 км на південний схід від Бадахоса.

## Демографія
Динаміка населення (INE ):